# 家庭花園 (加利福尼亞州)
家庭花園（英語：Home Garden）是位於美國加利福尼亞州金斯縣的一個人口普查指定地區。

## 地理
家庭花園的座標為36°18′12″N 119°38′10″W / 36.30333°N 119.63611°W，而該地最高點為海拔高度75米（即246英尺）。

## 人口
根據2010年美國人口普查的數據，家庭花園的面積為1.598平方千米，當中陸地面積為1.598平方千米，而水域面積為0.000平方千米。當地共有人口1761人，而人口密度為每平方千米1,102人。